# Кейто (містечко, Нью-Йорк)
Кейто (англ. Cato) — місто (англ. town) в США, в окрузі Каюга штату Нью-Йорк. Населення — 2445 осіб (2020).

## Демографія
Згідно з переписом 2010 року, у місті мешкало 2537 осіб у 968 домогосподарствах у складі 716 родин. Було 1285 помешкань
Расовий склад населення:
| - 97,2 % — білих - 0,6 % — чорних або афроамериканців - 0,6 % — азіатів - 0,4 % — корінних американців |

До двох чи більше рас належало 1,0 %. Частка іспаномовних становила 0,8 % від усіх жителів.
За віковим діапазоном населення розподілялося таким чином: 23,0 % — особи молодші 18 років, 63,1 % — особи у віці 18—64 років, 13,9 % — особи у віці 65 років та старші. Медіана віку мешканця становила 42,4 року. На 100 осіб жіночої статі у місті припадало 104,3 чоловіків;  на 100 жінок у віці від 18 років та старших — 100,1 чоловіків також старших 18 років.
Середній дохід на одне домашнє господарство  становив 77 216 доларів США (медіана — 63 750), а середній дохід на одну сім'ю — 84 378 доларів (медіана — 83 375). Медіана доходів становила 53 169 доларів для чоловіків та 49 625 доларів для жінок. За межею бідності перебувало 8,7 % осіб, у тому числі 15,7 % дітей у віці до 18 років та 3,9 % осіб у віці 65 років та старших.
Цивільне працевлаштоване населення становило 1145 осіб. Основні галузі зайнятості: освіта, охорона здоров'я та соціальна допомога — 21,8 %, виробництво — 12,6 %, роздрібна торгівля — 12,1 %.